# Lillian Lieber
Lillian Rosanoff Lieber (Mykolaiv, 26 de julho de 1886 – Nova Iorque, 11 de julho de 1986) foi uma matemática e escritora de livros populares de ciências. Bacharelou-se no Barnard College em 1908, recebeu o mestrado pela Universidade Columbia em 1911 e o doutorado na Universidade Clark em 1914. Depois de lecionar no Wells College em Aurora, Nova Iorque, e no Connecticut College for Women, casou-se com Hugh Gray Lieber em 1926. Ingressou no departamento de matemática da Universidade de Long Island em 1934, tornando-se professora titular em 1947.